# Штайнер, Йозеф
Йозеф Штайнер (нем. Josef Steiner; род. 24 сентября 1950, Инсбрук) — австрийский легкоатлет, специалист по бегу на длинные дистанции и марафону. Выступал за сборную Австрии по лёгкой атлетике в 1970-х годах, многократный победитель австрийского национального первенства, рекордсмен страны, участник летних Олимпийских игр в Москве.

## Биография
Йозеф Штайнер родился 24 сентября 1950 года в Инсбруке, Австрия.
Занимался лёгкой атлетикой в местном клубе «Турнершафт Инсбрук».
Впервые заявил о себе как спортсмен в сезоне 1972 года, когда стал чемпионом Австрии в беге на 5000 метров и в эстафете 3 × 1000 метров.
В 1974 году выиграл серебряную медаль в беге на 10 000 метров на Мемориале братьев Знаменских в Москве.
В 1976 году стал чемпионом Австрии в зачёте легкоатлетического кросса.
В 1977 году выиграл австрийский национальный чемпионат в беге на 10 000 метров.
В 1978 году принял участие в чемпионате мира по кроссу в Глазго, где занял в личном зачёте мужчин 128-е место.
В 1979 году добавил в послужной список звания чемпиона Австрии в беге на 25 км и в марафоне, отметился выступлением на кроссовом мировом первенстве в Лимерике — вновь показал на финише 128-й результат.
На марафоне в немецком Карл-Маркс-Штадте в 1980 году финишировал четырнадцатым, установив при этом национальный рекорд Австрии (2:16:43). Благодаря череде удачных выступлений вошёл в основной состав австрийской национальной сборной и удостоился права защищать честь страны на летних Олимпийских играх в Москве — в программе марафона с результатом 2:24:24 занял итоговое 39-е место.
После московской Олимпиады Штайнер ещё в течение некоторого времени оставался действующим спортсменом и продолжал выступать на соревнованиях национального уровня. Так, в 1981 году он вновь стал чемпионом Австрии в марафоне, показав результат 2:26:12.